# یتیتیتسه
یتیتیتسه (به چکی: Jetětice) یک منطقهٔ مسکونی در جمهوری چک است که در ناحیه پیسک واقع شده‌است. یتیتیتسه ۱۳٫۷۵ کیلومتر مربع مساحت و ۲۸۴ نفر جمعیت دارد و ۴۴۷ متر بالاتر از سطح دریا واقع شده‌است.